# 特尤斯
特尤斯（Dyaus Pita，字面意思是“天父”） 是吠陀教神話中一个已被現今的印度教遺忘的神靈，祂是統掌天空的神靈，同時代表著印度哲学五大元素之一的阿迦奢（相等於古希臘哲學五元素之一的以太）。这位神靈在神话学上的重要性在于，祂的形象来自原始印欧神话中的帝烏斯的形象，其名字与希腊神话中的宙斯、罗马神话中的朱庇特和北欧神话中的提尔的名字一樣，都來自原始印歐語的同一個語根*Dyḗus，意爲天空。
梨俱吠陀中很少单独赞颂特尤斯，而是把他与地母神钵哩提毗联在一起。共有6首提及特尤斯的颂歌。颂歌说他是钵哩提毗的配偶，他们二人本来是一体的，后来被伐楼拿（或因陀罗）分开，因此产生了世界。 又说，双马童、阿耆尼、蘇利耶、乌莎斯、阿底提和摩录多等等都是他的孩子。雨水就是特尤斯掉落的精液，大地（钵哩提毗）吸收了雨水，因而受孕产生万物。在百道梵书中提及一个问题，即先有天还是先有地，而其所給予的答案是，先有钵哩提毗（大地之母），后有特尤斯。

## 资料来源
- 《宗教词典》，上海辞书出版社，ISBN 978-7-5326-2840-7
- 《世界神话辞典》，辽宁人民出版社，ISBN 7-205-00960-X